# Tetramorium pacificum
Tetramorium pacificum är en myrart som beskrevs av Mayr 1870. Tetramorium pacificum ingår i släktet Tetramorium och familjen myror. Inga underarter finns listade i Catalogue of Life.

## Bildgalleri

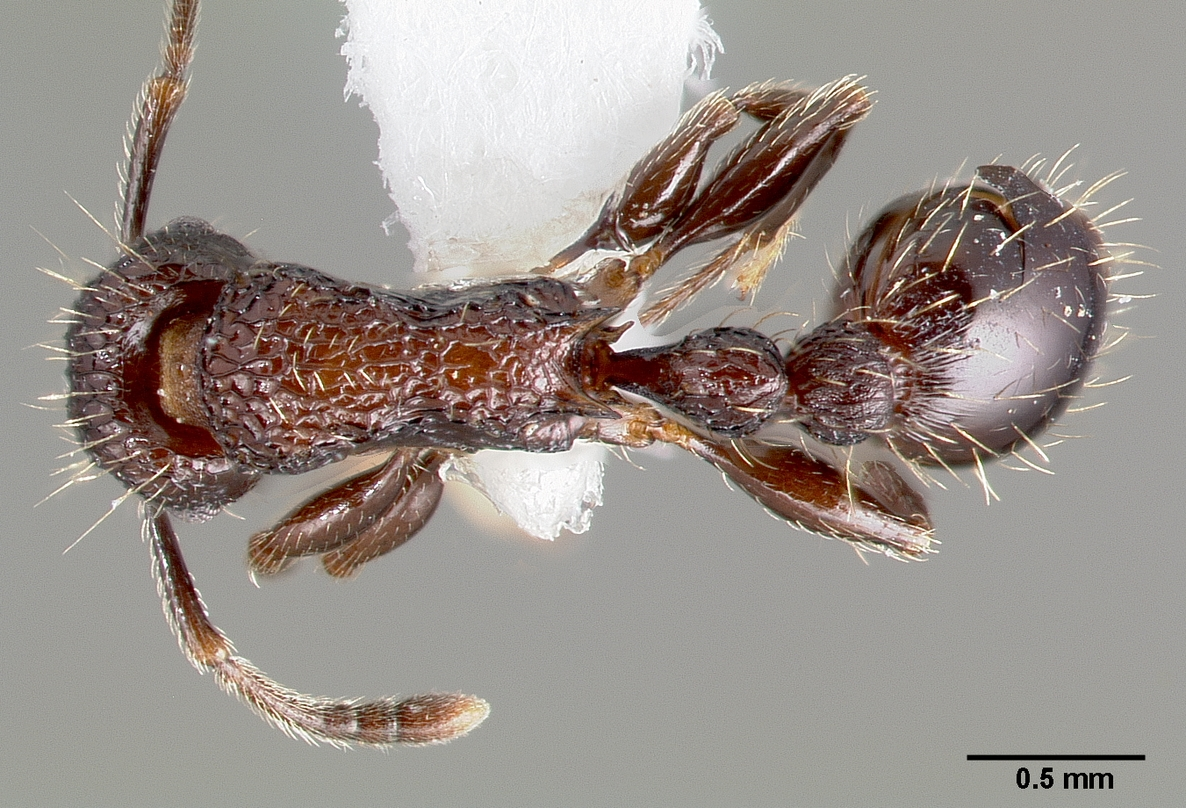
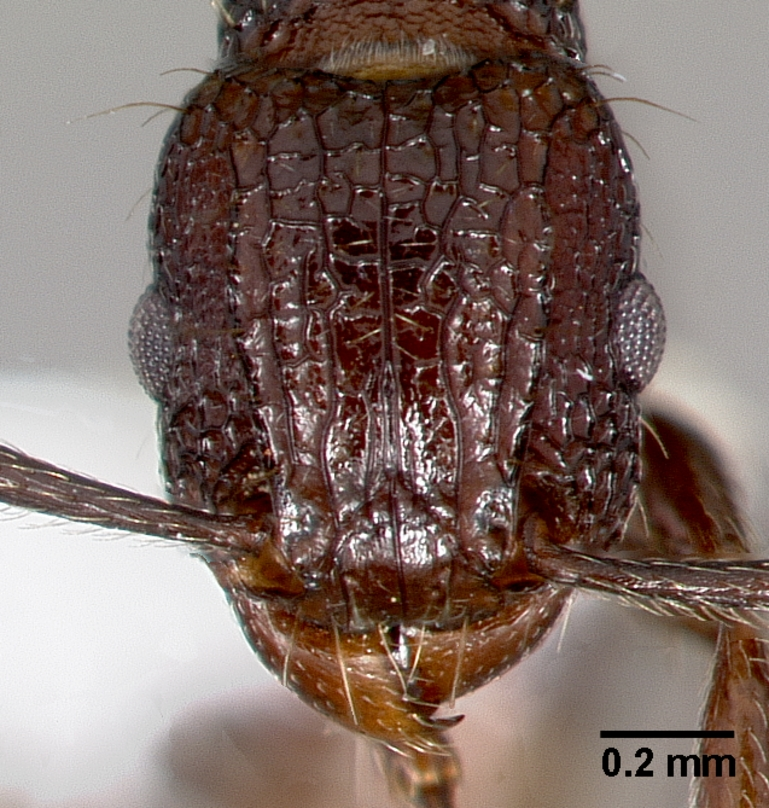
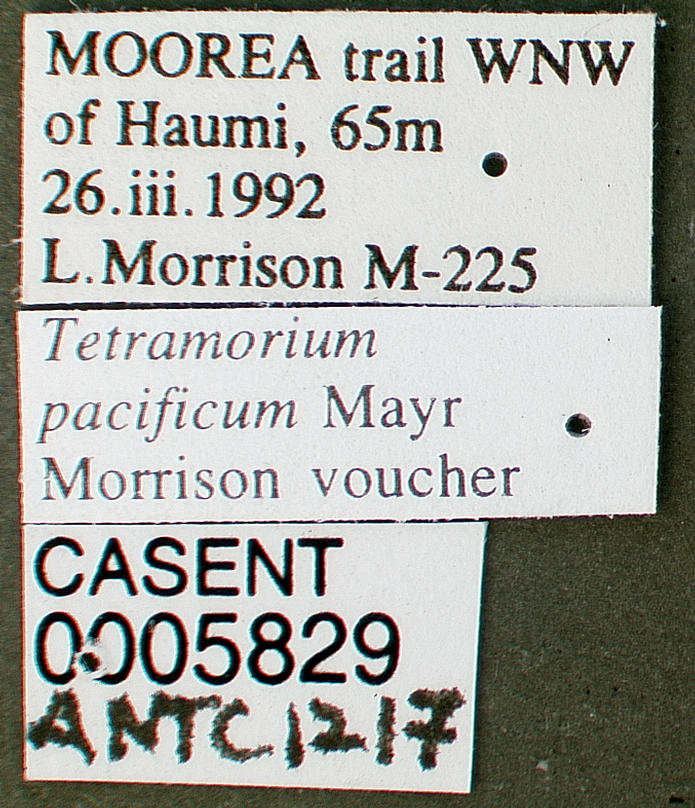
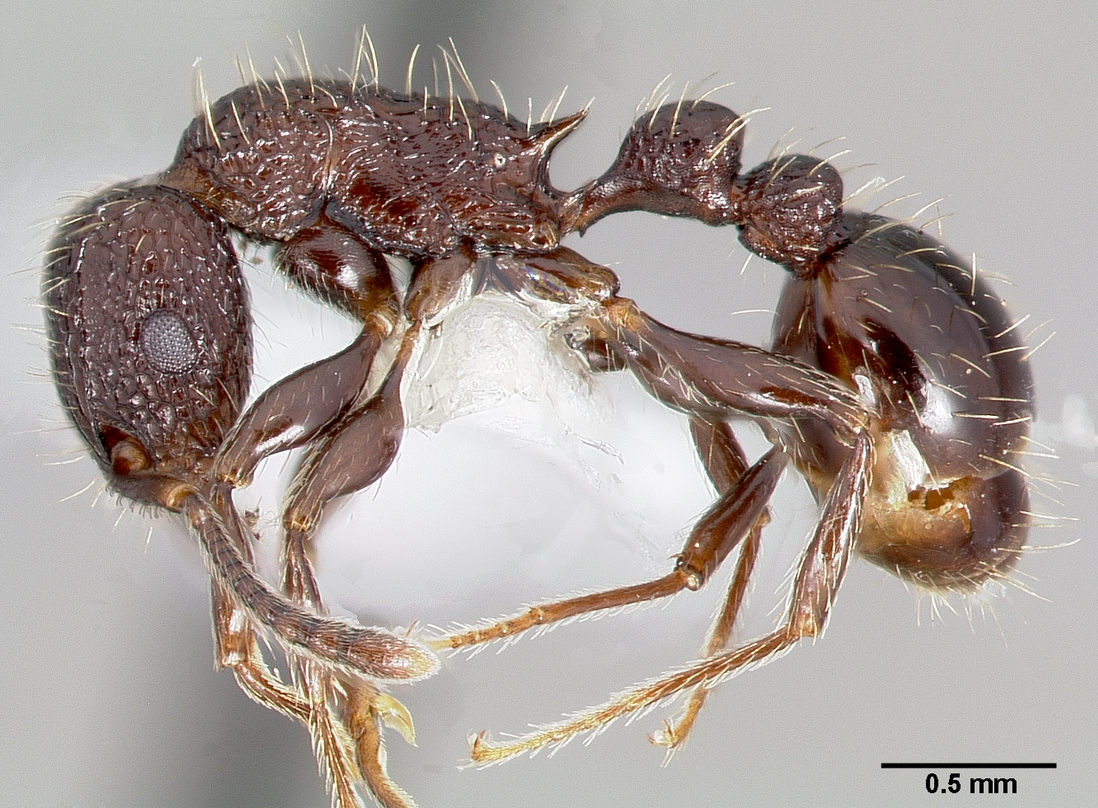
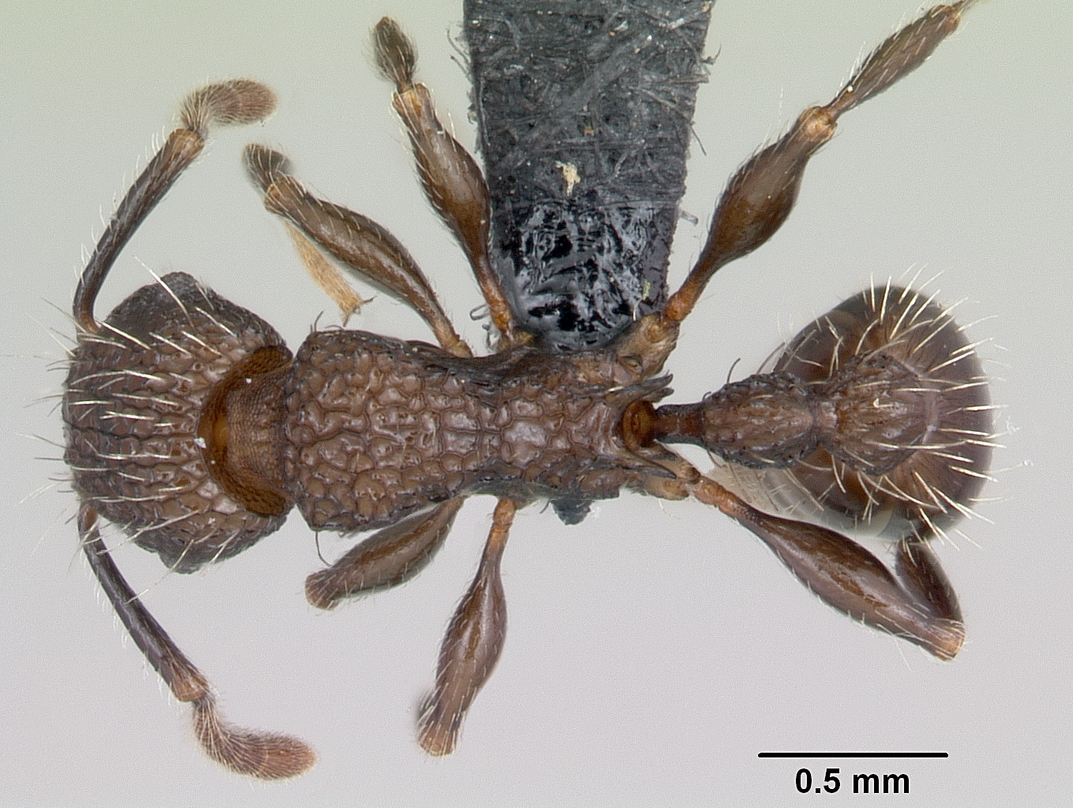
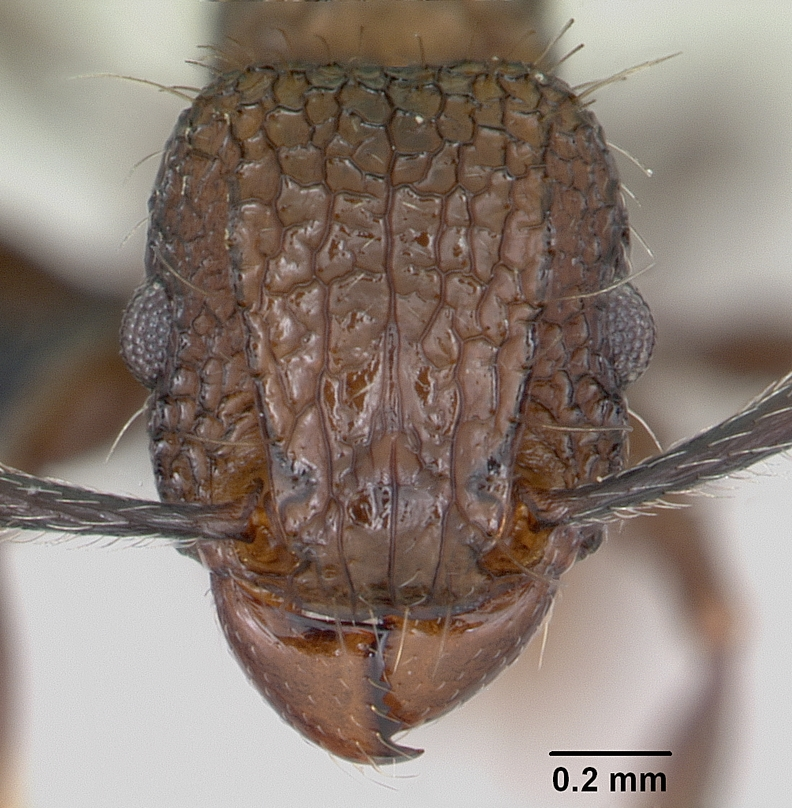